# Rozdólne (Sovetski)
|  | Per a altres significats, vegeu «Razdólnoie». |

Rozdólne (ucraïnès: Роздольне, rus: Раздольное, Razdólnoie) és un poble de la República Autònoma de Crimea a Ucraïna, que el 2014 tenia 1.008 habitants. Pertany al districte rural de Sovetski.